# Agesarco de Tritea
Agesarco (en griego: Αγήσαρχος) fue un atleta de la Antigua Grecia, nativo de Tritea, en la región de Acaya, e hijo de Hemóstrato. Es recordado por haber sido el campeón de la competencia de boxeo de los Juegos Olímpicos, de los Juegos Píticos, de los Juegos Nemeos y de los Juegos Ístmicos. Estas cuatro competencias son conocidas en conjunto como los Juegos Panhelénicos. Estas victorias están datadas en torno a la edición 165 de los Juegos Olímpicos, en el año 120 a. C. En su honor fue levantada una estatua en Olimpia, hecha por los hijos del escultor Policles.